# Веретенников Віктор Олександрович
Веретенников Віктор Олександрович (також Веретенніков, 22 серпня 1940, Дніпро — 15 березня 2023, Дніпро) — український промисловець, підприємець, письменник, сценарист, а також політик. Народний депутат України 1-го та 4-го скликання. Багаторічний президент та співвласник компанії «Комбінат Придніпровський» (ТМ «Злагода», ТМ «Любімчік»), в минулому президент корпорації «Дитяче харчування»).

## Біографія
Народився 22 серпня 1940 р. в м. Дніпро в сім'ї робітників. У 1955 р. став студентом Дніпропетровського залізничного технікуму, пізніше здобув вищу освіту за спеціальністю «інженер-електромеханік» у Дніпропетровському гірничому інституті.
З 1959 р. працював електромонтером, бригадиром, майстром електромонтажного поїзда N 702. З 1961 по 1964 рр. проходив строкову військову службу.
З 1964 р. працював електрослюсарем Дніпропетровського машинобудівного заводу. З 1965 р. — старший інженер-енергетик, головний енергетик, заступник директора міськмолокозаводу N 1. У 1976 р. Веретенников В. О. стає директором міськмолокозаводу N 2.
З 1988 р. він стає Генеральним директором молочного комбінату «Придніпровський», нині президент Приватної акціонерної компанії «Комбінат Придніпровський», президент Української корпорації «Дитяче харчування».

## Особисте життя
Одружений, має двоє дітей.

## Суспільно-політична діяльність
Член КПРС з 1966 року; депутат обласної Ради; член об'єднання «Нова Україна».
Висунутий кандидатом в народні депутати трудовими колективами молочного комбінату «Придніпровський», ВО кондитерської промисловості, виноробного заводу, ВО пивобезалкогольної промисловості «Дніпро», автопідприємства 0304. 18 березня 1990 р. обраний Народним депутатом України, перемігши п'ятьох претендентів і отримавши у 2-му турі 59.01 % голосів (Дніпропетровська область, індустріальний виборчий округ N 79). Входив до групи «Злагода-Центр», керівник групи; фракція «Нова Україна».
Член Комісії ВР України з питань економічної реформи і управління народним господарством.
З квітня 2002 по березень 2005 — Народний депутат України 4-го скликання, обраний по виборчому округу № 28 (Дніпропетровська область), працював у депутатській фракції «Партії промисловців і підприємців України».
Член Спілки письменників України, член Спілки Журналістів України.

## Бізнес-діяльність
Брати Віктор та Андрій Веретеннікови є співвласниками ТОВ «Комбінат Придніпровський» (ТМ «Злагода», ТМ «Любімчік»).

## Нагороди
Державні нагороди:
- невідомий рік — золота медаль ВДНГ СРСР
- невідомий рік — медаль громадської організації «Безкорисливе серце»
- 1986 рік — Орден «Знак Пошани»[5]
- 2002 рік — орден «За заслуги» III ступеня;
- 2005 рік — орден «Ярослава Мудрого» V ступеня
- 2009 рік — звання заслужений діяч мистецтв України за літературну діяльність та розбудову українського кінематографа
- 2012 рік — звання почесного громадянина міста Дніпра

Недержавні нагороди:
- 1998 рік — «Золота медаль» за реформаторські ідеї, вручено у Парижі[5]
- 1999 рік — «Людина року-99» Всеукраїнської акції «Золота еліта України» у номінації «Вища якість вітчизняної продукції» — торговельної марки «Злагода»[5]
- 2001 рік — золота медаль «Олександра Довженко» за заслуги у розвитку літератури, телебачення та кіно, вручено у Ялті[5] (роман та фільм «Втрачений рай»; прим.: фільм заборонений в Україні з 2018 року через участь у ньому акторки Ірини Алфьорової яка перебуває у Переліку осіб, які створюють загрозу нацбезпеці України[6][7][8][9]);
- 2003 рік — золота медаль «Лесі Українки» за великий внесок у розвиток української літератури (роман та фільм «Дикий табун»);
- 2006 рік — золота медаль «Антона Чехова» за великий внесок у розвиток російської літератури;
- 2006 рік — отримання статусу Національного фільму України (роман та серіал «Запороги»)
- 2011 рік — кращий ігровий фільм 2011 року (роман та фільм «Заграва»);
- 2014 рік — літературна премія Олеся Гончара в номінації «Проза» за кінороман «Гетьман».
- 2015 рік — отримання статусу Національного фільму України (роман та фільм «Гетьман»)
- 2017 рік — обраний академіком «Національної кіноакадемії України».

## Літературні твори
Бібліографія Віктора Веретенникова:
Російською
- Виктор Веретенников. Красный лог: Повести и рассказы. Днипро: Промінь, 1982. 190 стр.
- Виктор Веретенников. Песнь оленьего урочища (Волчий гон): Роман. Москва: Молодая гвардия, 1984. 96 стр.
- Виктор Веретенников. Нежданно – негаданно: повести и рассказы. Киев: Молодь, 1987. 184 стр. ISBN ?
  - (передрук) Виктор Веретенников. Волчий гон: Роман. Киев: Український письменник, 1992. 158 стр. ISBN 5-333-01156-7
  - (передрук) Виктор Веретенников. Песнь оленьего урочища (Волчий гон): Роман. Киев: Український письменник, 1993. 381 стр. ISBN 5-333-01156-7
- Виктор Веретенников. Беркуты: Роман. Киев: Український письменник, 1992. 381 стр. ISBN 5-333-01108-7
- Виктор Веретенников. Потерянный рай: Роман. Киев: Український письменник, 1995. 319 стр. ISBN 966-580-073-6
  - (передрук) Виктор Веретенников. Потерянный рай. Киев : ИЦ "Академия", 2001. 344 стр. ISBN 966-580-118-Х
- Виктор Веретенников. Куда мчится "Дикий табун": статьи и размышления человека-созидателя, руководителя, политика, журналиста, писателя. Днепропетровск: ?, 1998. 180 стор. ISBN ?
- Виктор Веретенников. Дикий табун: Роман. Киев: Український письменник. 1998. 253 стр. ISBN 966-579-021-8
  - (передрук)  Виктор Веретенников. Дикий Табун: роман. Киносценарий. Публицистика. Киев: ИЦ Академия, 2003. 399 стр. ISBN 966-580-146-5
- Виктор Веретенников. Сочинения : в 5 т. Киев : ИЦ "Академия", 2000. ISBN 966-580-080-9.
  - Т. 1 : Красный лог : повести. Киев : ИЦ "Академия". 2000. 376 с. ISBN 966-580-083-3
  - Т. 2 : Волчий гон: Роман ; Рассказы. Киев : ИЦ "Академия". 2000. 408 с. - ISBN 966-580-086-8
  - Т. 3 : Потерянный рай : роман. Киев : ИЦ "Академия". 2000. 336 с. ISBN 966-580-089-2
  - Т. 4 : Дикий табун: Роман; Публицистика.  Киев : ИЦ "Академия". 2000. 368 с. - ISBN 966-580-092-2
  - Т. 5 : Скачки. Кыйив : ИЦ "Академия". 2000. 368 с. ISBN 966-580-068-X
- Виктор Веретенников. Скачки. Киев : ИЦ "Академия", 2002. 384 стр. ISBN 966-580-118-Х
- Виктор Веретенников. Запороги: роман-киносценарий. Киев: ИЦ Академия, 2006. 407 стр. ISBN 966-580-210-0
- Виктор Веретенников. Заграва: кинороман. Киев: Академвидав. 2010. 167 стр. ISBN 978-966-8226-95-3
- Виктор Веретенников. Тайна трех Александров: кинороман. Киев: Академвидав. 2019. 286 стр. ISBN 978-617-572-117-9

Українською
- Віктор Веретенников. Запороги. роман. Київ: Академія. 2004. 368 стор. ISBN 966-580-181-3
- Віктор Веретенников. Запороги: драма на 2 дії. Київ: Академія. 2005. 46 стор. ISBN 966-580-187-2
- Віктор Веретенников. Запороги. Дикий табун. Київ: Академія. 2005. 566 стор. ISBN 966-580-196-1
- Віктор Веретенников. Заграва. Київ: Академія. 2009. 302 стор. ISBN ?
- Віктор Веретенников. Гетьман: кінороман. Київ: Академвидав. 2013. 222 стор. ISBN 978-617-572-052-3
  - (передрук) Віктор Веретенников. Гетьман. Заграва. Втрачений рай: З нового десятиліття. Київ: Академвидав. 2015. 576 стор. ISBN 978-617-572-086-8
- Віктор Веретенников. Вторгнення: кінороман. Київ: Академвидав. 2017. 222 стор. ISBN 978-617-572-100-1
- Віктор Веретенников. Битва за престол: кінороман. Київ: Академвидав. 2018. 316 стор. ISBN 978-966-580-541-0